# Mont Iwate
Le mont Iwate (岩手山, Iwate-san) est un stratovolcan du Japon situé dans la préfecture d'Iwate, dans la région du Tōhoku, sur l'île de Honshū. Il fait partie des 100 montagnes célèbres du Japon.

## Toponymie
Autrefois le mont Iwate était connu sous le nom de mont Ganshu (巌鷲山, Ganshu-san), littéralement « la montagne du rocher aigle », par association des trois sinogrammes 巌 (rocher) 鷲 (aigle) et 山 (montagne), suivant une lecture chinoise. Ce nom rendrait compte soit de la forme d'un rocher saillant sur un versant de la montagne, soit de la forme des neiges persistantes du sommet au début du printemps. Le toponyme mont Iwate (岩手山, Iwate-san) résulterait d'une lecture japonaise de l'ancien nom avec une altération,.
Le mont Iwate est aussi appelé : mont Fuji du Sud (南部富士, Nanbu Fuji, lit. « Fuji du Sud »), ou mont Iwate Fuji (岩手富士, Iwate Fuji, lit. « Fuji d'Iwate »), ou encore mont Nambukata Fuji (南部片富士, Nambu-Kata Fuji, lit. « Fuji de la direction sud »), en raison de son allure de mont Fuji vu du nord, dans la direction du sud,.

## Géographie

### Situation
Le mont Iwate est un volcan de la préfecture d'Iwate, sur l'île de Honshū, au Japon, à cheval sur la limite sud-ouest de la ville de Hachimantai, la limite nord-ouest de la ville de Takizawa, et la limite nord-est du bourg de Shizukuishi. Il est situé dans le parc national de Towada-Hachimantai, une soixantaine de kilomètres au sud du lac Towada, 29 km au nord-est du lac Tazawa et, à vol d'oiseau, 474 km au nord-est de l'agglomération de Tokyo. 21 km au sud-ouest, se dresse le volcan Akita-Komagatake, le plus haut sommet de la préfecture voisine d'Akita, et son versant nord-est jouxte le haut plateau Hachimantai dont le point culminant est le mont Hachimantai, une montagne aussi inscrite sur la liste des 100 montagnes célèbres du Japon. Cet édifice volcanique s'étend dans le nord-est des monts Ōu, quant à son versant ouest, et l'ouest du bassin versant du fleuve Kitakami qui traverse la région de Tōhoku du nord au sud.

### Topographie
Le mont Iwate est formé de deux stratovolcans se chauvechant selon un axe ouest-est : le mont Nishi-Iwate, à l'ouest, et le mont Higashi-Iwate, à l'est,. Le premier est un stratovolcan présentant une caldeira sommitale large de 2,5 km d'ouest en est, et 1,5 km du nord au sud. La caldeira du mont Nishi-Iwate contient une caldeira partiellement comblée par deux lacs de cratère. Elle culmine, sur sa ligne de crête ouest, au mont Kurokura (altitude 1 570 m), et son bord est déformé par une coulée de lave figée (la coulée Yakkiri) qui se développe le long de son versant nord-ouest. Le mont Higashi-Iwate possède une forme conique et un cratère sommital d'environ 500 m de diamètre dont le fond supporte un cône de scories : le mont Myōkō(altitude 1 995 m). Il se dresse sur le bord est d'une ancienne caldeira de 1,5 km de diamètre qui recouvre son versant ouest jusqu'à environ 1 800 m. Du nord-ouest du bord de son cratère émerge son point culminant : le mont Yakushi (altitude 2 038 m).
Quatre volcans adventices sont visibles sur le versant sud-ouest de la montagne : le mont Ubakura (altitude 1 517 m), le mont Kamakura (altitude 1 317 m), le mont Inukura (altitude 1 408 m) et le mont Ōmatsukura (altitude 1 407,5 m).

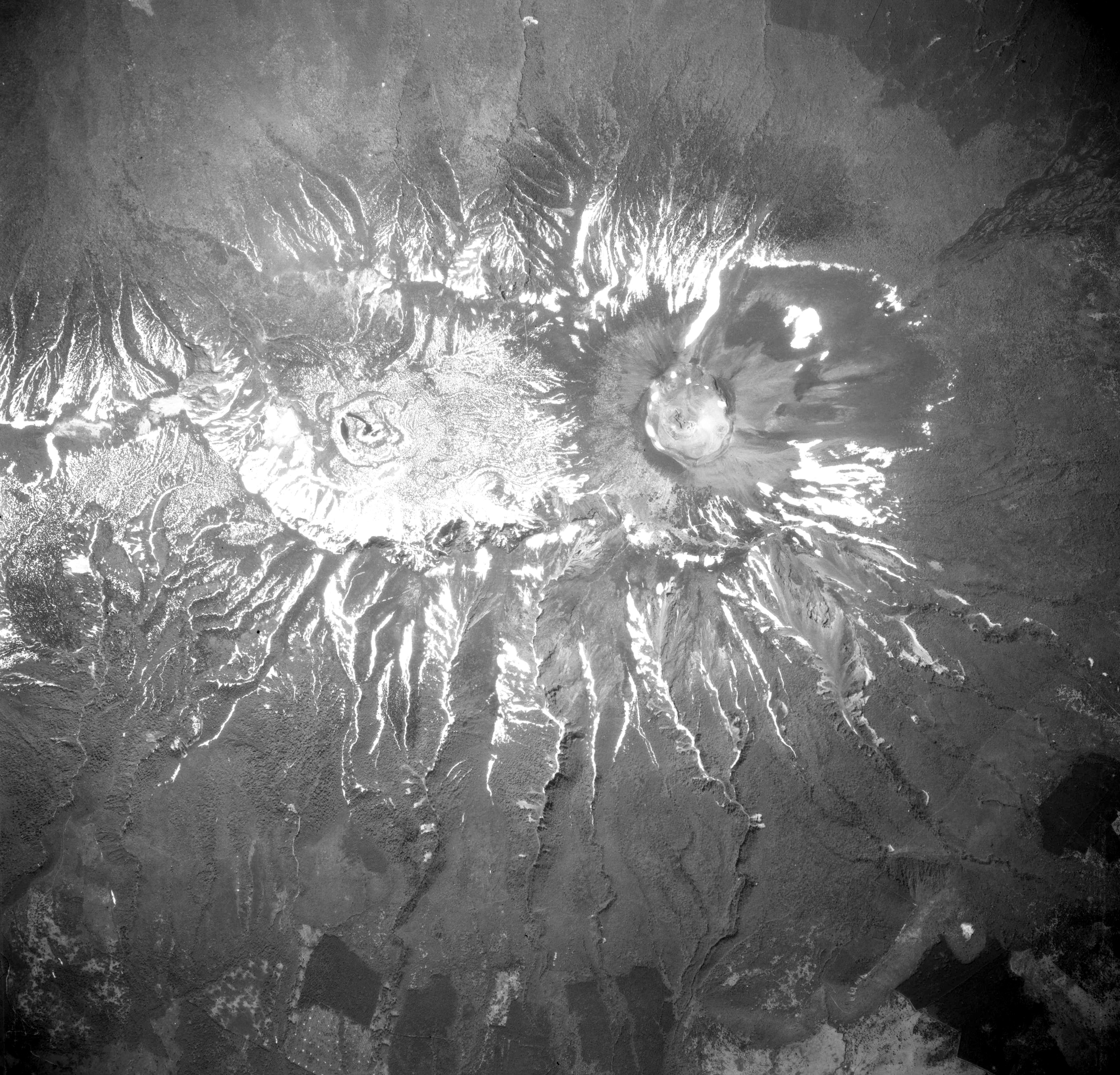
Vue aérienne du mont Iwate (1970).
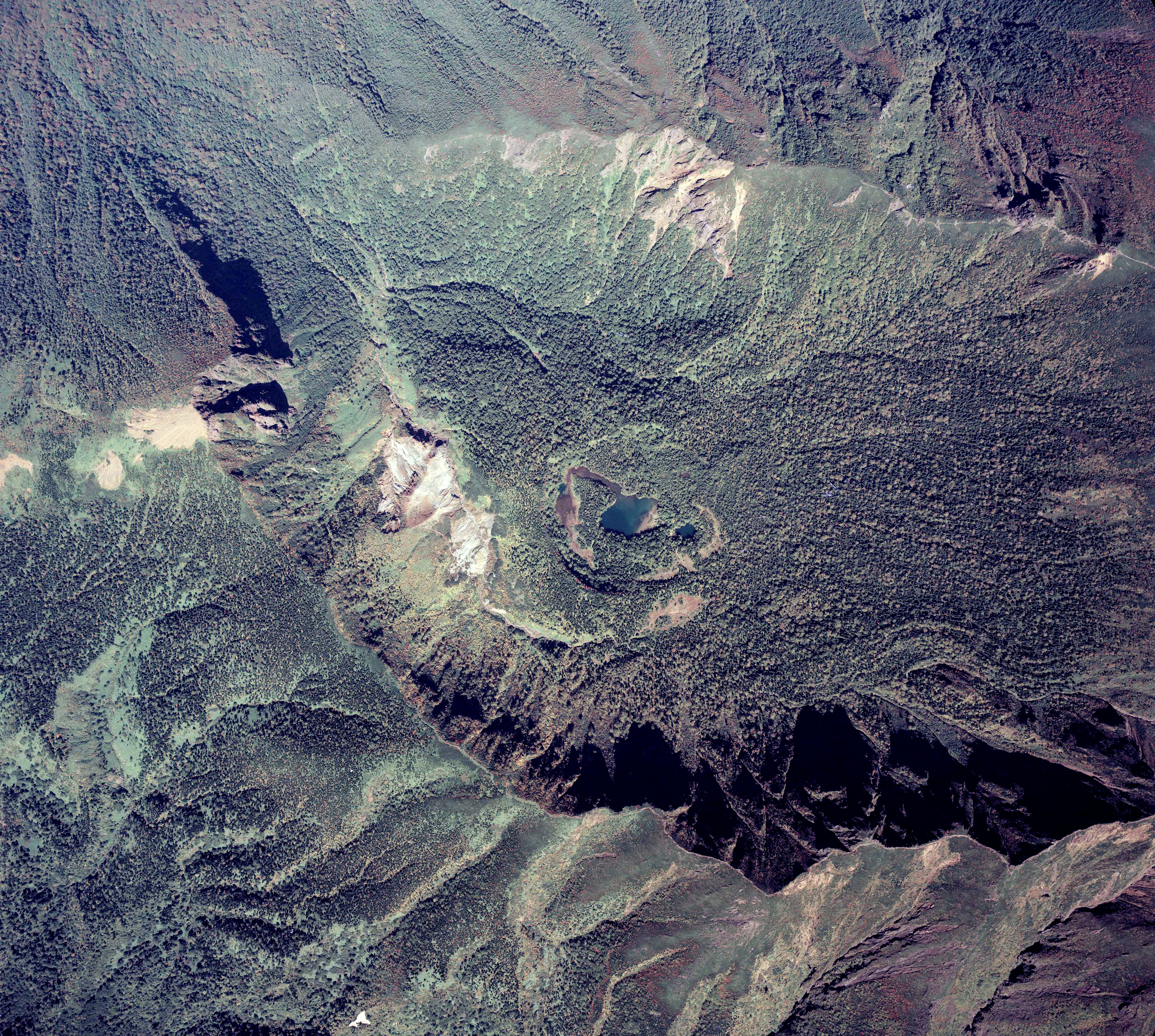
Vue aérienne du mont Nishi-Iwate (1976).
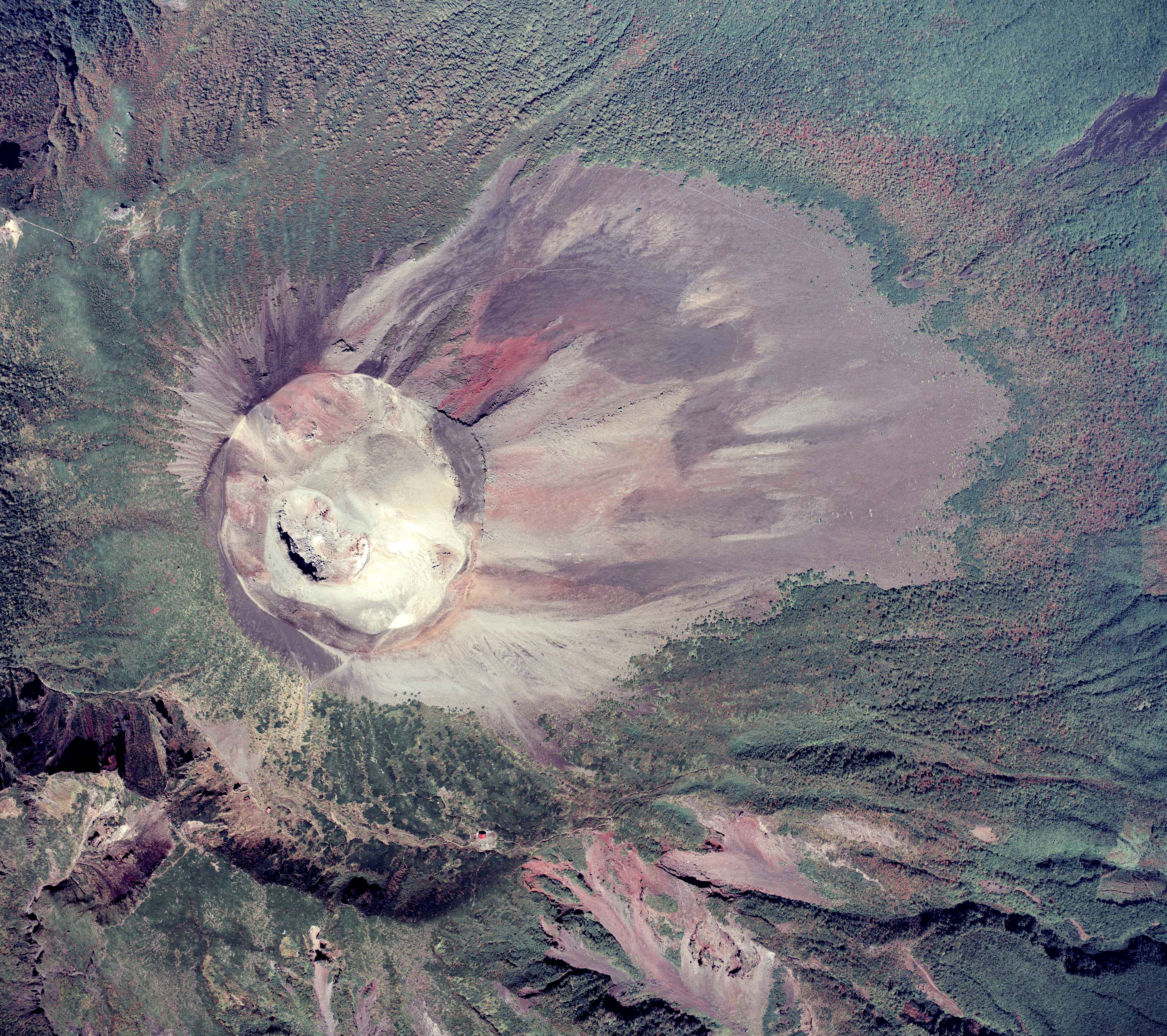
Vue aérienne du mont Higashi-Iwate (1976).

### Hydrographie
Deux lacs de cratère s'étendent, côte à côte, sur le fond de la caldeira du mont Nishi-Iwate : les lacs Onawashiro (altitude 1 433 m) et Okama (altitude 1 475 m). Plusieurs cours d'eau prennent leur source au mont Iwate et alimentent un affluent du fleuve Kitakami. Le ruisseau Yakkiri s'écoule, de la caldeira du volcan Nishi-Iwate, dans la coulée de lave Yakkiri, et rejoint la rivière Matsu qui circule au bas du versant nord de la montagne et se jette dans le fleuve Kitakami à Morioka, capitale de la préfecture d'Iwate. Sur le versant nord de la montagne, les ruisseaux Dōga et Itaza sont des affluents de rive droite de la rivière Matsu. Sur son versant sud-ouest, le ruisseau Arine serpente dans le bassin de drainage de la rivière Shizukuishi longue de 11,06 km,.

### Géologie
Le mont Iwate est un volcan dont les éruptions majoritairement explosives le classent comme un volcan gris. Des coulées de lave figée sont cependant visibles sur les pentes de la montagne, notamment celle du versant nord-est : la coulée Yakkiri, et celle de la face nord-est : la coulée Yakehashiri, classée, en 1944, monument naturel national par l'agence pour les Affaires culturelles. Il est essentiellement composé de roches magmatiques et plus particulièrement d'andésite, de basalte et, dans une moindre mesure, de dacite,.

### Faune et flore
Situé dans le parc national de Towada-Hachimantai, un parc national administré par le ministère de l'Environnement du Japon depuis sa création en 1936, le mont Iwate constitue un biotope favorable à la cohabitation de nombreuses espèces d'oiseaux sauvages ; ses pentes et ses cratères sommitaux offrent un terrain fertile pour diverses espèces végétales dont plusieurs variétés de plantes alpines, certaines classées monument naturel national depuis 1928,. Il fait partie d'une zone importante pour la conservation des oiseaux d'une superficie de 405 km2.

## Histoire

### Histoire éruptive
Le mont Iwate s'est formé sur une roche-mère constituée d'une couche sédimentaire datant du Miocène (23 - 5,3 Ma), recouverte de roches volcaniques du Pliocène (5,33 - 2,58 Ma) auxquelles se mêlent des tufs volcaniques du Pliocène et du Pléistocène inférieur (2,58 Ma - 781 000 ans). Sa formation est une succession de constructions et de destructions d'édifices volcaniques,. Elle débute il y a 300 000 ans par l'émergence de la croûte terrestre du volcan Nishi-Iwate. Le développement de ce dernier dure environ 200 000 ans. Après une période de sommeil de 20 000 ans, le mont Nishi-Iwate entre de nouveau en éruption, produisant des coulées pyroclastiques et des coulées de lave. Sa caldeira sommitale apparaît il y a 50 000 ans sur le bord ouest d'une caldeira plus ancienne et d'une surface plus petite, et connaît une activité éruptive interne jusqu'à 28 000 ans BP. De 7 000 ans BP à nos jours, le volcan Nishi-Iwate n'est secoué que par des éruptions phréatiques.
L'orogenèse du stratovolcan Higashi-Iwate s'ouvre il y a 120 000 ans, sur le bord oriental de la caldeira de l'est du mont Nishi-Iwate. Des éjections de pyroclastites et des épanchements de lave basaltique donnent forme à l'édifice montagneux. De 30 000 ans BP à 20 000 ans, une caldeira apparaît au sommet du volcan, suivie par un stratocône interne. L'effondrement de ce dernier vers 7 000 ans BP, provoque une avalanche dont les débris se répandent dans le bassin versant du fleuve Kitakami. L'activité volcanique subséquente donne naissance au mont Yakushi puis au volcan Myōkō dont l'activité perdure encore de nos jours,.
L'Agence météorologique du Japon, se conformant à des normes internationales depuis 2003, considère qu'un volcan est actif s'il est entré en éruption au cours de l'Holocène, soit depuis les 10 000 dernières années environ, ou s'il manifeste une activité géothermique importante. Par conséquent, elle classe le mont Iwate dans sa liste des volcans actifs du Japon.
À l'ère commune, plusieurs éruptions du volcan Iwate ont été enregistrées, notamment en 1686, 1732 et 1919. Vers le 20 janvier 1732, l'activité sismique s'intensifie au bas du versant nord-est du mont Iwate. Des cône de scories, d'où s'épanche de la lave, se forment. L'épanchement magmatique se poursuit pendant une dizaine de jours. Aucun document historique ne fait état de victimes ou de dommages, mais des évacuations temporaires de la population de la région sont rapportées,. En 2016, une trace de la catastrophe naturelle subsiste : la coulée Yakehashiri, qui s'étend sur 3 km et mesure 1,5 km de large au pied du volcan. D'une profondeur variant de 5 à 10 m, elle est restée vierge de toute végétation.

## Activités

### Randonnée
Pas moins de sept voies d'accès au sommet du mont Iwate existent. L'une des plus populaires, la « voie Yanagisawa », débute au pied de la face sud-est du mont Higashi-Iwate. Un sentier de randonnée s'ouvre près du camping Umagaeshi, au bord d'un parc de stationnement (altitude 633 m) accessible par la route depuis le centre-ville de Takizawa. Neuf bornes dont les numéros se suivent marquent le tracé de ce chemin d'ascension de 5,7 km.
Une deuxième voie d'accès à la cime du mont Yakushi, la « voie Yakehashiri », commence au pied du versant nord-est du volcan, près du camping Yakehashiri situé dans le sud de la ville de Hachimantai. Le tracé de ce parcours, long d'environ 5,7 km, permet de découvrir la coulée de lave Yakehashiri. S'étalant le long de la face nord, il aboutit à la bifurcation Hirakasafudō, sur le bord oriental du cratère sommital du mont Yakushi.

### Protection environnementale
Le mont Iwate et ses environs immédiats sont protégés depuis février 1936 dans le parc national de Towada-Hachimantai qui s'étend sur 855,34 km2 découpée en deux zones : l'une comprend le lac de cratère Towada à la limite des préfectures d'Akita et d'Aomori, l'autre le haut plateau volcanique Hachimantai. De plus, classé monument naturel national, le périmètre de la coulée de lave Yakehashiri bénéficie d'un régime de protection et de conservation administré par l'agence pour les Affaires culturelles.

## Dans la culture
Après sa découverte à Ōizumi (préfecture de Gunma), par Takao Kobayashi, un astronome amateur japonais, le 27 octobre 1995, un astéroïde de la ceinture principale d'astéroïdes est nommé (11109) Iwatesan d'après le mont Iwate.